# یاشونووکا (شهرستان مونگکی)

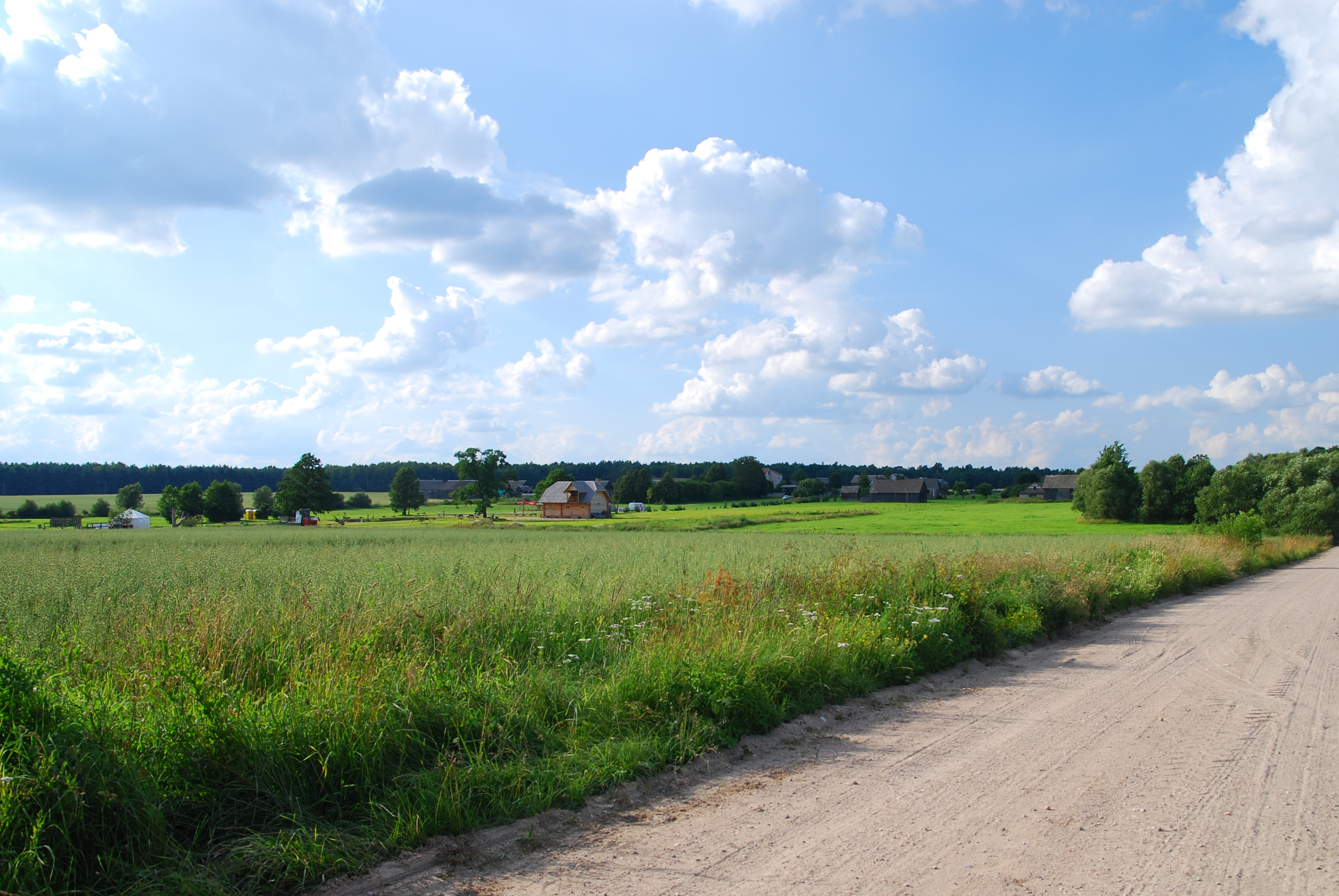
یاشونووکا (به لاتین: Jasionówka) یک روستا در لهستان است

یاشونووکا (به لاتین: Jasionówka) یک روستا در لهستان است که در گمینا یاشونووکا واقع شده‌است. یاشونووکا ۸۶۰ نفر جمعیت دارد.